# Can Rei
Can Rei són unes cases i terres de Santa Maria del Camí, prop del Camí de Sóller i del Camí del Raiguer, confronten amb Son Montserrat i es Serral. Els Cabot Rei, procedents de Bunyola, s'establiren en aquestes cases a partir de 1677, i posseïren terres entre el camí de Sóller i Son Montserrat. Rafel Cabot i Borràs fou el primer doctor en medicina de la família, com ho foren el seu fill Rafel Cabot i Mates, el seu net Joan Cabot i Pascual i el seu renét Antoni Cabot i Coll, pare del missioner Francesc Miquel Cabot i Serra.
Les cases actuals són obra del s. XVIII i XIX. La façana principal té un portal emmarcat de pedra viva i coronat per un voladís de teules. Apareix flanquejat per una finestra. En el primer pis es conserven dues finestres amb els ampits motllurats. A l'interior, encara que ha estat reformat, es conserven alguns elements originals, com una cuina amb oller i cossi o un banc de pedra viva adossat a la paret de la cuina. Té un celler amb sostre de canyissada i quatre bótes congrenyades.